# Iconographia Cormophytorum Sinicorum
Iconographia Cormophytorum Sinicorum o 中国高等植物图鉴 = Zhongguo gao deng zhi wu tu jian (abreviado Iconogr. Cormophyt. Sin.) fue una revista científica con ilustraciones y descripciones botánicas que fue publicada en Pekín desde 1972 hasta 1976.